# Ајкула 2
Ајкула 2 (енгл. Jaws 2) амерички је хорор трилер филм из 1978. године режисера Жаноа Шварца и сценаристе Карла Готлиба. Представља наставак филма Ајкула, Стивена Спилберга и други је филм у истоименом серијалу. У главним улогама су Рој Шајдер као шеф полиције Мартин Броди, Лорејн Гери као његова жена Елен Броди и Мареј Хамилтон као градоначелник Лери Вон. Радња прати полицајца Бродија, који сумња да још једна велика бела ајкула терорише летовалиште Острво Амити, након чега долази до бројних инцидената и нестанака, што доказује да су његове сумње истините.
Као и продукција оригиналног филма, продукције Ајкуле 2 се суочила са потешкоћама. Првобитни избор за режисера, Џон Д. Хенкок, се показао као неприкладан за акциони филм и замењен је Шварцом. Шајдер, који је репризирао своју улогу само како би окончао свој уговор са студијом, био је веома незадовољан током продукције и често се сукобљавао са Шварцом.
Ајкула 2 је кратко био најуспешнији наставак икад, док га није престигао Роки 2 1979. године. Филмска најава, „Баш када сте помислили да је безбедно вратити се у воду...” је постала једна од најпознатијих у филмској историји и била је пародирана и цитирана у неколико наврата. Иако је филм добио помешане критике, често се наводи као најбољи наставак од три филмска наставка Ајкуле. Прате га филмови Ајкула 3 (1983) и Ајкула 4: Освета (1987).

## Радња
Прошле су четири године од монструозног напада велике беле ајкула. Становници Амитија још увек памте чудовишну звер и масакр који је направила, али настоје да живе што нормалније. Отварају нове хотеле и апартмане за изнајмљивање и чини се да живот иде својим уходаним током. Али, након мистериозних нестајања људи и несреће на мору, шеф обалне страже Мартин Броди уверен је да се велика ајкула вратила. Становници Амитија одбијају да поверују Бродију и боје се да би таква вест отерала туристе. Успркос Бродијевим упозорењима, рониоци и морепловци настављају да раде и уживају у морским радостима. На жалост, ускоро ће се потврдити Бродијева претпоставка — ајкула је опет ту.

## Улоге
| Глумац         | Улога        |
| -------------- | ------------ |
| Рој Шајдер     | Мартин Броди |
| Лорејн Гери    | Елен Броди   |
| Мареј Хамилтон | Лери Вон     |
| Џозеф Масколо  | Лен Питерсон |
| Џефри Крејмер  | Џеф Хендрикс |
| Колин Вилкокс  | др Елкинс    |
| Ен Дазенбери   | Тина Вилкокс |
| Марк Гранер    | Мајкл Броди  |
| Сузан Френч    | старица      |
| Бери Ко        | Том Ендруз   |